# Granulomatose mit Polyangiitis
Die Granulomatose mit Polyangiitis (GPA) (früher Wegener-Granulomatose oder Morbus Wegener, benannt nach dem deutschen Pathologen Friedrich Wegener, Wegener-Klinger-Granulomatose, nach dem deutschen Pathologen Heinz Klinger) ist eine rheumatische Systemerkrankung des Gefäßsystems und gekennzeichnet durch eine nekrotisierende Entzündung der Gefäße (Vaskulitis) im Bereich des Kopfes, der Lunge und der Nieren, welche mit einer ulzerierenden Granulombildung der kleinen und mittleren Gefäße in den oberen (Nase, Nasennebenhöhlen, Mittelohr, Oropharynx) und den unteren Atemwegen (Lunge) einhergeht. In 80 Prozent der Fälle kommt es zu einer Nierenkörperchenentzündung (Glomerulonephritis, genauer: Pauci-Immun-Glomerulonephritis als pathohistologisches Korrelat) und zur Bildung von Mikroaneurysmen in der Niere. Durch die Entzündung der Gefäße kommt es zu einer mangelhaften Blutversorgung der betroffenen Organe. Grundsätzlich kann jegliches Gewebe betroffen sein.

## Andere Bezeichnungen
Weitere frühere Bezeichnungen für die Erkrankung sind Granulomatosis Wegener, Wegenersche Granulomatose, Morbus Wegener, Allergische Angiitis und Granulomatose, Wegener-Klinger-Churg-Strauss-Syndrom, Klinger-Wegener-Churg-Syndrom (oder in anderer Reihenfolge Wegener-Klinger-Churg-Syndrom), rhinogene Granulomatose, Riesenzellgranuloarteriitis Wegener-Klinger-Churg.
Die Fachgesellschaften American College of Rheumatology und American Society of Nephrology empfehlen, künftig von granulomatöser Polyangiitis (englisch: granulomatosis with polyangiitis, deutsch: Granulomatose mit Polyangiitis, GPA) zu sprechen. Hintergrund dieser Empfehlung ist die Tendenz, sich von ehrenden Bezeichnungen zu lösen, die sich von Eigennamen ableiten (Eponyme), und beschreibende Namen zu bevorzugen. In der ICD-10 ist weiterhin der alte Name in Gebrauch.

## Epidemiologie
Die Granulomatose mit Polyangiitis ist eine seltene Erkrankung, die etwa 5–7 Menschen pro 100.000 betrifft. Männer erkranken etwas häufiger als Frauen, der Erkrankungsgipfel ist um das 50. Lebensjahr, es können aber auch Kinder erkranken.

## Ätiologie
Die Entstehung der Erkrankung ist unbekannt. Vermutlich spielen Inhalationsallergene, ein Befall der Nasenschleimhäute mit Staphylococcus aureus sowie eine genetische Disposition eine Rolle. Mitunter kann man einen Alpha-1-Antitrypsin-Mangel diagnostizieren.

## Pathogenese
Es handelt sich um eine generalisierte Vaskulitis, bei der ein lokal begrenztes und ein generalisiertes Stadium unterschieden werden kann, bei der weder zirkulierende Immunkomplexe noch eine zelluläre Immunreaktion vom Spättyp nachgewiesen werden können. Es handelt sich somit um eine pauci-immune Vaskulitis (von lateinisch pauci für „wenig“). Man geht von einer Auslösung durch Autoantikörper aus. Pathognomonisch und in etwa 80 % der Fälle nachweisbar ist das Vorkommen von c-ANCA (antizytoplasmatische Antikörper) mit dem Zielantigen Proteinase 3 aus neutrophilen Granulozyten (s. u.).

## Symptome
Die Symptomatik der Granulomatose mit Polyangiitis ist sehr uneinheitlich. In der Literatur werden – ausgenommen der auch bei anderen rheumatischen Erkrankungen vorkommenden, durch Exsudatbildung möglicherweise verursachten Pleuraergüsse – folgende Häufigkeiten angegeben:
| Manifestation     | Manifestation            | zu Krankheits- beginn | im Krankheits- verlauf |
| ----------------- | ------------------------ | --------------------- | ---------------------- |
| Niere             | Glomerulonephritis       | 18 %                  | 77 %                   |
| Hals/ Nase/ Ohren | Summe                    | 73 %                  | 92 %                   |
| Hals/ Nase/ Ohren | Sinusitis                | 51 %                  | 85 %                   |
| Hals/ Nase/ Ohren | nasale Erkrankungen      | 36 %                  | 68 %                   |
| Hals/ Nase/ Ohren | Mittelohrentzündung      | 25 %                  | 44 %                   |
| Hals/ Nase/ Ohren | Hörverlust               | 14 %                  | 42 %                   |
| Hals/ Nase/ Ohren | Subglottische Stenose    | 01 %                  | 16 %                   |
| Hals/ Nase/ Ohren | Ohrenschmerzen           | 09 %                  | 14 %                   |
| Hals/ Nase/ Ohren | orale Läsionen           | 03 %                  | 10 %                   |
| Lunge             | Summe                    | 45 %                  | 85 %                   |
| Lunge             | pulmonale Infiltrate     | 25 %                  | 66 %                   |
| Lunge             | pulmonale Rundherde      | 24 %                  | 58 %                   |
| Lunge             | Hämoptysen               | 12 %                  | 30 %                   |
| Lunge             | Pleuritis                | 10 %                  | 28 %                   |
| Augen             | Konjunktivitis           | 05 %                  | 18 %                   |
| Augen             | Dakrozystitis            | 01 %                  | 18 %                   |
| Augen             | Skleritis                | 06 %                  | 16 %                   |
| Augen             | Exophthalmus             | 02 %                  | 15 %                   |
| Augen             | Augenschmerzen           | 03 %                  | 11 %                   |
| Augen             | Visusverlust             | 0 %                   | 08 %                   |
| Augen             | Netzhautläsionen         | 0 %                   | 04 %                   |
| Augen             | Hornhautläsionen         | 0 %                   | 01 %                   |
| Augen             | Iritis                   | 0 %                   | 02 %                   |
| andere            | Arthralgien/Arthritis    | 32 %                  | 67 %                   |
| andere            | Fieber                   | 23 %                  | 50 %                   |
| andere            | Husten                   | 19 %                  | 46 %                   |
| andere            | Hautanomalien            | 13 %                  | 46 %                   |
| andere            | Gewichtsverlust (> 10 %) | 15 %                  | 35 %                   |
| andere            | periphere Neuropathie    | 01 %                  | 15 %                   |
| andere            | Beteiligung des ZNS      | 01 %                  | 08 %                   |
| andere            | Perikarditis             | 02 %                  | 06 %                   |
| andere            | Hyperthyreose            | 01 %                  | 03 %                   |

## Diagnose
- Die Diagnostik basiert auf klinischen, laborchemischen und histopathologischen Befunden. Auf klinischer Ebene werden die ARA/ACR-Kriterien benutzt: Treffen 2 von 4 Kriterien zu, so besteht ein hochgradiger Verdacht auf eine Granulomatose mit Polyangiitis (Sensitivität 88 %, Spezifität 92 %). Die ARA/ACR-Kriterien sind:
  - Oronasale Entzündung (ulzeriende, hämorrhagische oder purulente Entzündung in Nase oder Mund)
  - Pathologischer Röntgenbefund des Thorax (Infiltrationen, Kavernen, Rundherde)
  - Pathologisches Urinsediment, das auf eine Nierenentzündung (Nephritis) hinweist (vermehrte Erythrozytenzahl, Erythrozytenzylinder)
  - Granulomatöse Entzündungen im Biopsiepräparat (histologisch peri- und extravaskuläre Entzündungen der Gefäßwand)
- In den allermeisten Fällen kann eine Biopsie die Verdachtsdiagnose sichern.
- Histopathologisch findet sich z. B. eine nekrotisierende, teilweise granulomatöse Vaskulitis kleiner Gefäße. Die Granulome unterscheiden sich von den Tuberkulose- und Sarkoidosegranulomen. Thurlbeck und Churg[10] beschreiben sie als Mikroabszesse und Kollagenmikronekrosen mit entzündlichem Randwall; Houser, Balis und Mark,[11] Klöppel et al.[12] und Thomas[13] erwähnen „palisadenförmige“ Granulome (Mikroabszess mit Histiozytenwall in der Art einer Palisade).
- CRP (C-reaktives Protein), Blutsenkungsgeschwindigkeit (BSG) und Kreatinin können erhöht sein. Es kann im Sinne unspezifischer Befunde zur Leukozytose und Mikrohämaturie kommen sowie zu Anämie und Thrombozytose. c-ANCA können bei typischem Verlauf mit Glomerulonephritis und granulomatöser Vaskulitis des Respirationstraktes in etwa 90 Prozent der Fälle nachgewiesen werden, bei etwa 10 Prozent auch p-ANCA. Bei einigen Patienten kann einem Schub ein steigender Antikörpertiter vorangehen.[14] Der Antikörpertiter ist allerdings kein, wie früher angenommen, zuverlässiger Indikator der Krankheitsaktivität.[15]
- In Röntgenbildern sind oftmals Verschattungen in den Nasennebenhöhlen und Infiltrationen in der Lunge zu erkennen, Computertomographie-Scans (CT) des Thorax zeigen Granulome, Kavernen und Narben innerhalb des Lungengewebes. Im HNO-Bereich kann es durch die chronische Entzündung zu Knochendestruktionen und Ulzerationen kommen.

## Differentialdiagnose
Eine Unterscheidung von Goodpasture-Syndrom, Bronchialkarzinom mit Nekrosehöhle (typischerweise Plattenepithel) ist erforderlich. Die Röntgenaufnahme der Lunge dient in Bezug auf die zerfallenden Granulome auch zum Ausschluss einer Tuberkulose. Ferner muss die klinisch ähnliche Eosinophile Granulomatose mit Polyangiitis, die früher auch als Churg-Strauss-Syndrom bezeichnet wurde, von der „nichteosinophilen“ Granulomatose mit Polyangiitis unterschieden werden.

## Therapie
Im lokal begrenzten Initialstadium wird mit einer Kombination aus  Methotrexat und
Prednisolon behandelt.
Wenn eine lebens- oder organbedrohende Generalisation eingetreten ist, wird versucht, mit Immunsuppressiva eine Remission zu erzielen (Induktionstherapie): Prednisolon plus Cyclophosphamid gemäß Fauci oder Prednisolon plus Rituximab (Zulassung seit 2013) oder bei leichteren Verläufen Methotrexat plus Prednisolon. Als Optionen für die Reserve stehen Mycophenolatmofetil, 15-Desoxyspergualin, Infliximab und Immunglobuline zur Verfügung. Von manchen Autoren wurde eine Dauertherapie mit Sulfamethoxazol empfohlen. Bei lebensbedrohenden Lungenblutungen oder dialysepflichtigem Nierenversagen kommt die Plasmapherese (Austausch des Blutplasmas) zum Einsatz. Weitere eingesetzte Therapeutika sind Etanercept, Ciclosporin, Leflunomid und Anti-Thymozyten-Globulin (ATG).
Nach Erreichen einer Remission umfasst die Erhaltungstherapie Azathioprin und in absteigender Dosis Prednisolon. Zur Therapie beziehungsweise Prävention einer Besiedlung des Nasenraumes mit Staphylococcus aureus wird mit Cotrimoxazol behandelt.

## Prognose
Mit adäquater Behandlung kann eine 5-Jahres-Überlebensrate von 85 % erreicht werden. Ohne Therapie führt die Krankheit über eine rapid-progrediente Glomerulonephritis (RPGN) innerhalb von etwa 6 Monaten zum Tod (Immunkomplex-negative bzw. pauci-immune Glomerulonephritis).
Bei 35–70 Prozent der Erkrankten kommt es nach erfolgreicher Therapie etwa 2 Jahre nach Absetzen der Therapie (bei vollständigem Ausbleiben jeglicher Krankheitsaktivität) zu einem Wiederauftreten (Relaps) der Erkrankung, typischerweise im selben Organ oder Organsystem wie zu Beginn. Dieser Relaps kann mit derselben Aussicht auf Remission wie das erstmalige Auftreten therapiert werden. Geheilt werden kann die Erkrankung jedoch nicht, es handelt sich um eine chronische Krankheit.
Mit kombinierter Cyclophosphamid-Glukokortikoid-Therapie wird bei 90 % der Patienten eine ausgeprägte Besserung erzielt, 75 % erreichen eine komplette Remission. Etwa 50 % der Remissionen sind später mit einem oder mehreren Rezidiven verbunden.
Die Lebensqualität ist dabei oftmals durch schwere Organschäden stark eingeschränkt. 75 % aller Vaskulitis-Patienten leiden laut einer Studie von 2011, auch nach Einsetzen einer Remission, erheblich unter Fatigue. Sie sind belastet durch Schmerzen und äußere, steroid-bedingte Veränderungen wie Haarausfall, Gewichtszunahme, Akne und Mundgeschwüre.